# كيلومتر لكل كيلومتر مربع
كيلومتر لكل كيلومتر مربع هي وحدة دولية مشتقة من مقلوب الطول ، تستخدم في قياس كثافة خاصية خطية في منطقة ما .
- يستخدم على سبيل المثال في قياس كثافة تصريف المياة [الإنجليزية] أو كثافة الطريق (طول الطريق بالكيلومتر لكل كيلومتر مربع من الأرض) .